# Alliine
L'alliine est un sulfoxyde qui est un constituant naturel de l'ail. Elle est un dérivé de la cystéine, un acide aminé. Lorsque de l'ail frais est écrasé ou haché, l'enzyme alliinase convertit l'alliine en allicine qui est responsable de l'arôme de l'ail frais.

Schéma des réactions de conversion : cystéine → alliine → allicine

L'ail est utilisé depuis l'Antiquité comme remède médicinal contre l'hyperoxie et effectivement, après études, l'ail s'est révélé être un anti-oxydant très efficace qui a des propriétés de captage du radical hydroxyle, sûrement dues à l'alliine contenue dedans.
Lorsque l'effet de l'alliine est observé sur les cellules du sang in vitro, une augmentation de la capacité de phagocytose des phagocytes est observée.